# Lac Sirio
Le lac Sirio est un lac du Canavais partagé par les communes d’Ivrée et de Chiaverano en Italie.

## Géographie
Le lac fait partie d'un ensemble de cinq lacs d'origine glaciale dont en font partie aussi le lac Nero, le lac Pistono, le lac San Michele e le lac de Campagna. Le Sirio, connu en origine comme lac de San Giuseppe, est le majeur du group.

## Galerie d'images

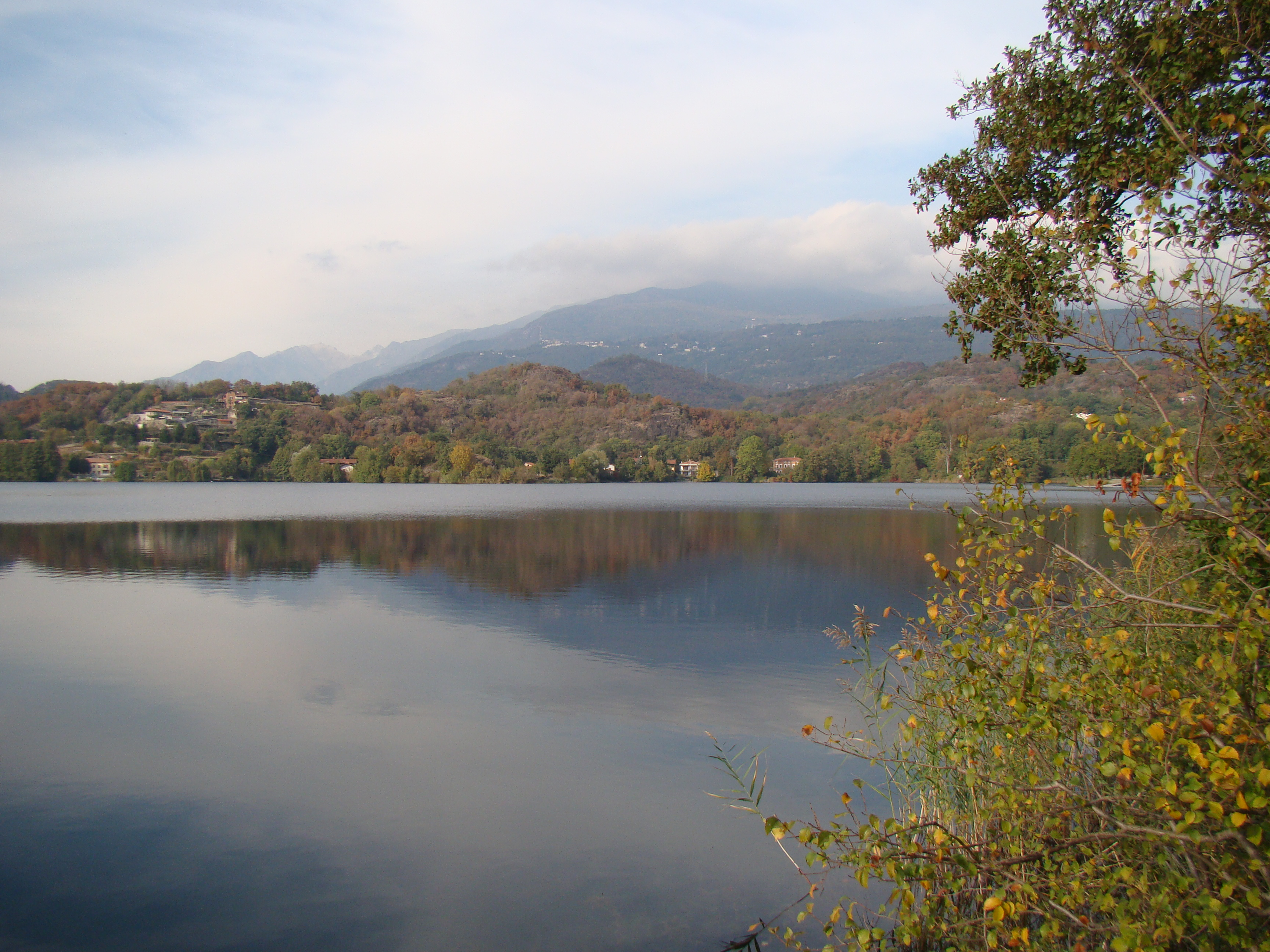
Vue nord-est
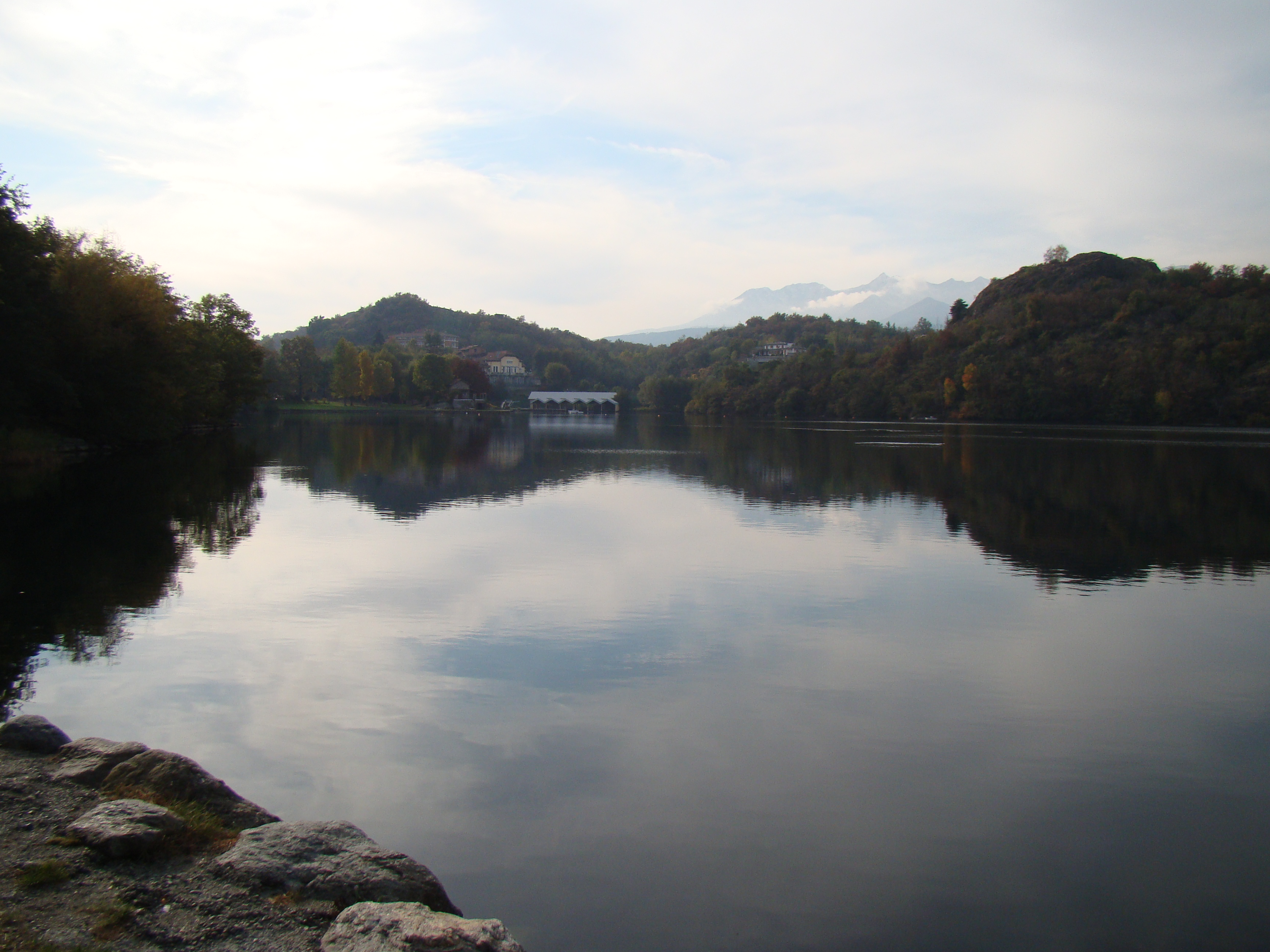
Vue sud-ouest
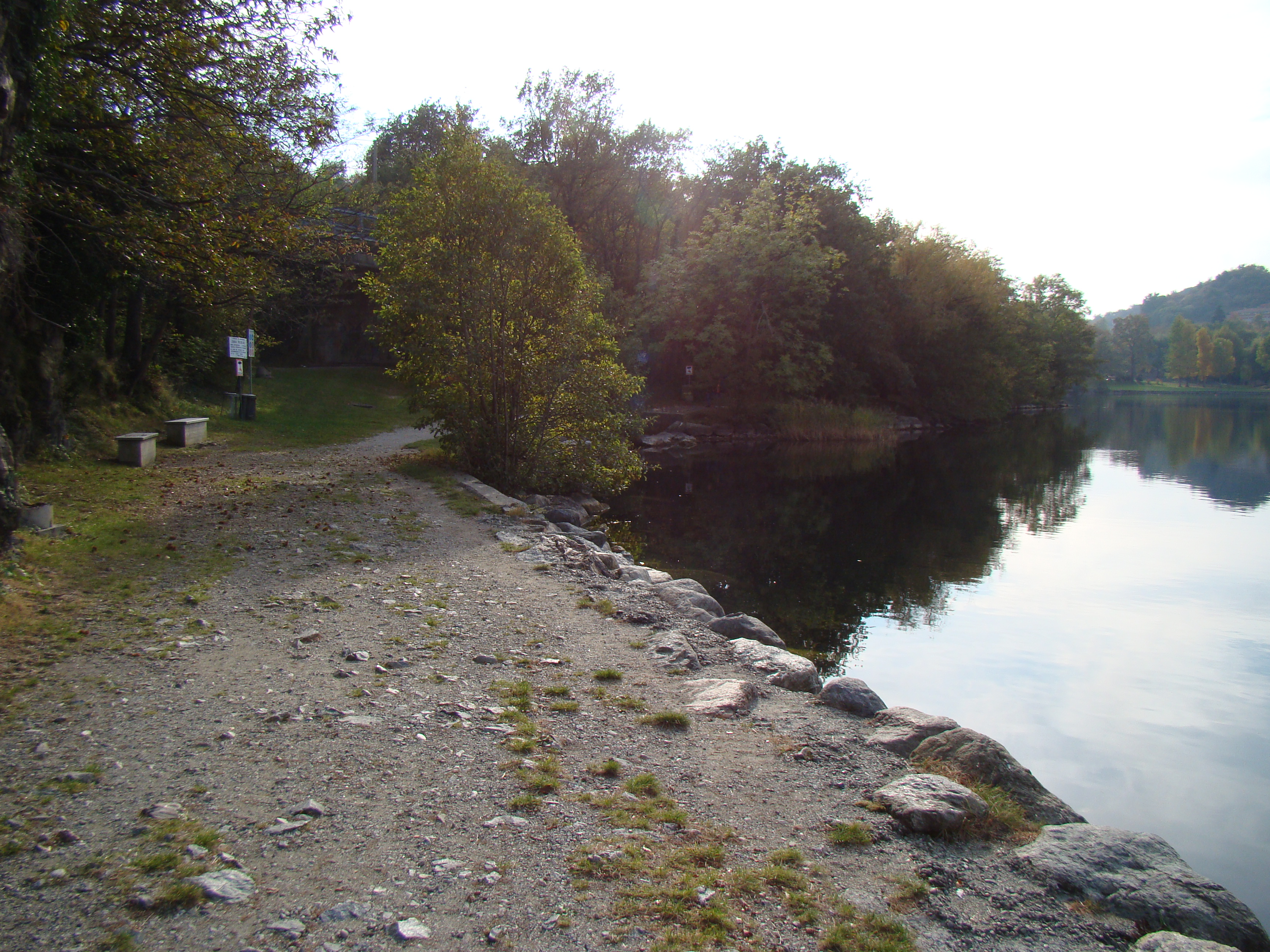
Bord du lac
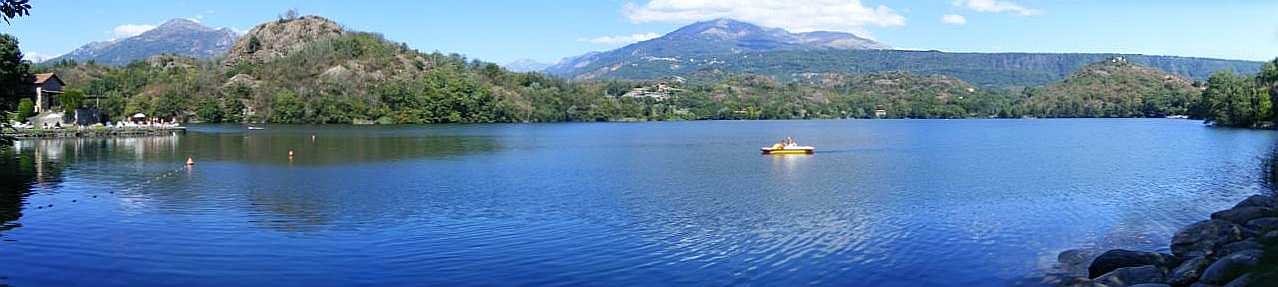
Panorama du sud-ouest